# Horní Kruty
Horní Kruty (en allemand : Ober Krut) est une commune du district de Kolín, dans la région de Bohême-Centrale, en République tchèque. Sa population s'élevait à 516 habitants en 2020.

## Géographie
Horní Kruty se trouve à 6,5 km au sud-ouest de Zásmuky, à 21 km au sud-ouest de Kolín et à 53 km à l'est-sud-est de Prague.
La commune est limitée par Barchovice au nord, par Zásmuky et Skvrňov à l'est, et par Úžice au sud et à l'ouest.

## Histoire
La première mention écrite de la localité date de 1228.

## Administration
La commune se compose de cinq quartiers :
- Horní Kruty
- Bohouňovice II
- Dolní Kruty
- Přestavlky
- Újezdec

## Transports
Par la route, Horní Kruty se trouve à 9 km de Zásmuky, à 26,5 km de Kolín et à 65 km de Prague.